# Логан (округ, Канзас)
Шаблон:StateAbbr_ 38°54′00″ пн. ш. 101°07′59″ зх. д. / 38.9° пн. ш. 101.133° зх. д.
Логан (англ. Logan County) — округ (графство) у штаті Канзас, США. Ідентифікатор округу 20109.

## Історія
Округ утворений 1887 року.

## Демографія
За даними перепису
2000 року
загальне населення округу становило 3046 осіб, усе сільське.
Серед мешканців округу чоловіків було 1473, а жінок — 1573. В окрузі було 1243 домогосподарства, 857 родин, які мешкали в 1423 будинках.
Середній розмір родини становив 2,98.
Віковий розподіл населення поданий у таблиці:
| Стать    | До 15 років | 15-21 | 22-29 | 30-39 | 40-49 | 50-65 | 65-85 | Понад 85 |
| -------- | ----------- | ----- | ----- | ----- | ----- | ----- | ----- | -------- |
| Чоловіки | 305         | 136   | 117   | 183   | 250   | 213   | 249   | 20       |
| Жінки    | 320         | 143   | 123   | 162   | 214   | 248   | 294   | 69       |

## Суміжні округи
- Томас — північ
- Гов — схід
- Скотт — південний схід
- Вічита — південь
- Воллес — захід
- Шерман — північний захід

## Виноски
1. ↑  U.S. Decennial Census. United States Census Bureau. Архів оригіналу за 19 липня 2018. Процитовано 26 липня 2014.
2. ↑  Historical Census Browser. University of Virginia Library. Архів оригіналу за 11 серпня 2012. Процитовано 26 липня 2014.
3. ↑  Population of Counties by Decennial Census: 1900 to 1990. United States Census Bureau. Архів оригіналу за 5 червня 2019. Процитовано 26 липня 2014.
4. ↑  Census 2000 PHC-T-4. Ranking Tables for Counties: 1990 and 2000 (PDF). United States Census Bureau. Архів оригіналу (PDF) за 18 грудня 2014. Процитовано 26 липня 2014.
5. ↑  State & County QuickFacts. United States Census Bureau. Архів оригіналу за 6 червня 2011. Процитовано 26 липня 2014.(англ.) Наведено за англійською вікіпедією.
6. ↑  American FactFinder. Бюро перепису населення США. Архів оригіналу за 26 лютого 2012. Процитовано 31 січня 2008.

| США | Це незавершена стаття з географії США. Ви можете допомогти проєкту, виправивши або дописавши її. |